# تاتارهای ولگا

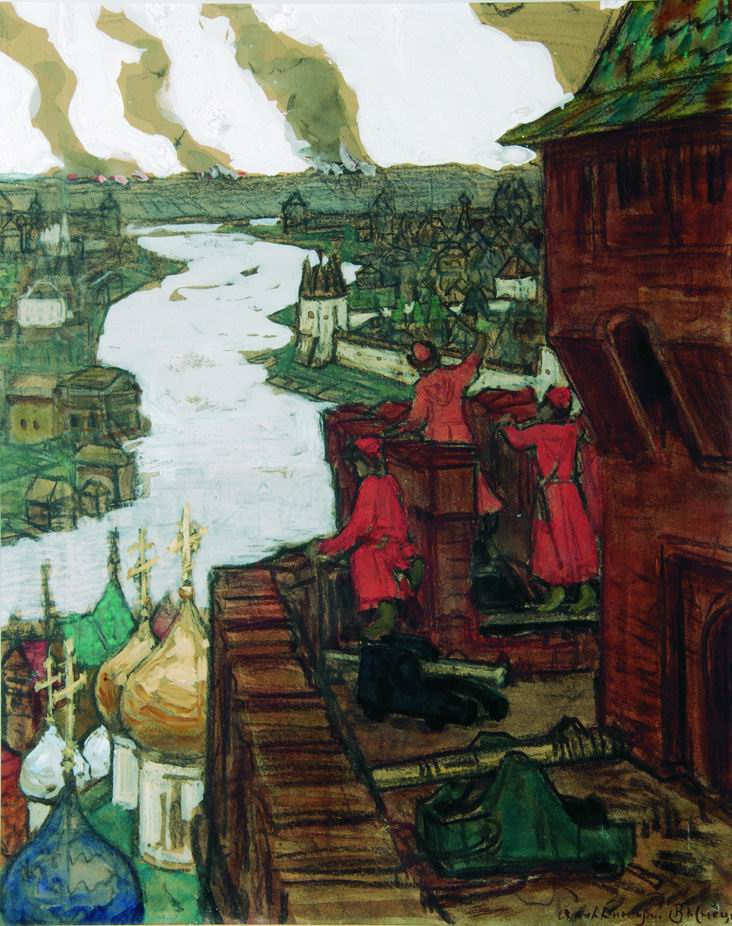
Warriors of the Golden Horde raid upon Moscow.

تاتارهای ولگا گروه قومی ترک‌تباری‌اند که در منطقه اورال-ولگای روسیه می‌زیند. اینان ۵۳ درصد جمعیت تاتارستان را تشکیل می‌دهند و دومین گروه قومی روسیه از حیث جمعیتی شمرده می‌شوند.
خود تاتارهای ولگا به چند زیرشاخه تقسیم می‌شوند که بزرگترینشان تاتارهای قازان می‌باشد. گروه دیگر تاتارهای میشر می‌باشند. ایشان یک‌سوم جمعیت تاتارهای ولگا را تشکیل می‌دهند. شاخهٔ دیگر تاتارهای قسیم هستند که مرکز ایشان شهر کاسیموف می‌باشد. امروزه هزار و صد تاتار در این شهر می‌زیند. دستهٔ دیگر تاتارهای نرقت می‌باشند که در جمهوری اودمورتیا و استان کیروف می‌زیند. در دههٔ ۱۹۲۰ میلادی جمعیت ایشان پیرامون پانزده‌هزار تن می‌شد. تاتارهای پرم نیز خود از مشتقات تاتارهای قازان‌اند و در سرزمین پرم سکنی‌دارند. تا سال ۲۰۰۲ میلادی جمعیت اینان به ۱۳۰هزار تن می‌رسید؛ و سرانجام کرشن‌ها که برخلاف بیشتر تاتارهای سنی‌مذهب، پیرو مسیحیت‌اند.